# Holger Pedersen
Holger Pedersen (7. dubna 1867 Gelballe – 25. října 1953 Hellerup) byl dánský lingvista. Byl odborníkem především na keltské jazyky. Jeho Srovnávací gramatika keltských jazyků je dodnes považována za hlavní referenční práci v keltské historické lingvistice. Věnoval se ale i albánštině, chetitštině a také tocharským, baltským a slovanským jazykům, včetně češtiny. Jeho Pedersenův zákon popisuje pravidla akcentního posunu z praindoevropštiny v baltských a slovanských jazycích. Rozvíjel též laryngální teorii (teorii o zaniklých hláskách v praindoevropském jazyce). Přišel též s teorií příbuznosti indoevropských, kartvelských, uralských, altajských, afroasijských (semitsko-hamitských) a drávidských jazyků, které pak shrnoval pod pojem nostratické jazyky. Základem této makrorodiny má být hypotetická proto-nostratština, jež měla existovat v období 15 000 až 12 000 př. n. l. Teorie získala ohlas zejména v ruské jazykovědě, je však nadále spíše menšinová.
Pedersen studoval na univerzitě v Kodani u Karla Vernera, Vilhelma Thomsena a Hermanna Möllera. Následně studoval na univerzitě v Lipsku u Karla Brugmanna, Eduarda Sieverse a Augusta Leskiena. Na podzim roku 1893 se zapsal na univerzitě v Berlíně, kde studoval u Johannesa Schmidta. Následující rok studoval keltské jazyky a sanskrt na univerzitě v Greifswaldu. V roce 1895 strávil několik měsíců na Aranských ostrovech v Irsku, aby zde studoval starou formu gaelštiny, která se tam používá. V roce 1896 si udělal doktorát na Kodaňské univerzitě. Jeho dizertační práce se zabývala přídechem v irštině. V roce 1897 začal na Kodaňské univerzitě vyučovat keltské jazyky. V roce 1902 mu byla nabídnuta profesura na univerzitě v Basileji, kterou však odmítl, a přesvědčil univerzitu v Kodani, aby pro něj vytvořila mimořádnou profesuru. V roce 1908 odmítl nabídku profesury na univerzitě ve Štrasburku. Po odchodu Vilhelma Thomsena do důchodu v roce 1912 získal konečně řádný profesorský post v Kodani.